# 黑若麗魚
黑若麗魚，為輻鰭魚綱鱸形目隆頭魚亞目慈鯛科的其中一種，被IUCN列為易危保育類動物，分布於非洲馬拉威湖流域，棲息深度3-15公尺，體長可達8.1公分，棲息在岩石底質水域，以藻類及浮游生物為食，可作為觀賞魚。

## 擴展閱讀
維基物種上的相關：黑若麗魚